# Wenceslaus Kinold
Wenceslaus Kinold OFM (ur. 7 lipca 1871 w Giershagen, zm. 22 maja 1952) – niemiecki duchowny rzymskokatolicki, misjonarz, biskup, prefekt i wikariusz apostolski Sapporo.

## Biografia
Wenceslaus Kinold urodził się 7 lipca 1871 w Giershagen w Niemczech. 1 lipca 1897 otrzymał święcenia prezbiteriatu i został kapłanem Zakonu Braci Mniejszych. Należał do Prowincji Fulda Zakonu Braci Mniejszych. W styczniu 1907 przybył do Japonii i w kolejnym roku został przełożonym misji franciszkańskiej. 14 września 1908 w Sapporo powstał klasztor franciszkański.
13 kwietnia 1915 papież Benedykt XV mianował go pierwszym prefektem apostolskim Sapporo. 18 marca 1929 papież Pius XI podniósł prefekturę apostolską Sapporo do rangi wikariatu apostolskiego i mianował o. Kinolda wikariuszem apostolskim i biskupem tytularnym Panemotichus. 9 czerwca 1929 przyjął sakrę biskupią z rąk delegata apostolskiego Japonii abpa Mario Giardiniego B. Współkonsekratorami byli arcybiskup tokijski Jean-Baptiste-Alexis Chambon MEP oraz wikariusz apostolski Wonsanu Bonifatius Sauer OSB.
W latach 1934–1938 był administratorem apostolskim prefektury apostolskiej Karafuto. W 1941, podobnie jak inni zagraniczni hierarchowie katoliccy, został zmuszony przez rząd japoński do rezygnacji z katedry. Zmarł 22 maja 1952.